# Arinto
L'arinto, ou arintho, est un cépage blanc traditionnel portugais. Caractérisé par sa forte acidité, permettant d'obtenir des vins blancs de caractère et de conservation en dépit du climat chaud. Aromatique, il développe avec l'âge un bouquet citronné résineux.
En dépit de cette qualité, sa culture tend à reculer au profit de cépages plus productifs. Il reste cependant le principal cépage de la région de Bucelas au nord de Lisbonne et en compte encore une superficie plantée de 2.310 ha.
Il existe deux sous variétés l'arinto cachudo, de meilleur rendement, et le l'arinto miúdo, moins répandu.

## Synonymes
Ce cépage est aussi connu sous les noms de : arintho, arinto-cercial, arintho du Dão, arinto cachudo, arinto galego, assario blanc, boal cachudo, cerceal, chapeludo, malvasia fine, padernao, pederñao.